# 福岡県立若松高等学校
福岡県立若松高等学校（ふくおかけんりつ わかまつこうとうがっこう、英: Fukuoka Prefectural Wakamatsu High School）は、福岡県北九州市若松区上原町にある公立高等学校。略称「若高(わかこう)」。
福岡県指定学力向上推進校に選ばれている。

## 概要
歴史
若松中学校（旧制）と若松高等女学校を前身とする。若松高等女学校が先に開校したため、その開校年1912年（明治45年）を創立年としている。2012年（平成24年）に創立100周年を迎えた。
設置課程・学科
- 全日制課程 普通科
- 定時制課程 普通科

学区
第三学区（旧第四学区）- 北九州市若松区、八幡西区、八幡東区、遠賀郡、中間市

## 象徴
校訓
「自主・礼儀・責任」
校章
中央に「高」の文字（旧字体）を置いている。
校歌
作詞は火野葦平、作曲は古関裕而による。
一、
千年の波 打ち寄せる　雲縹渺(ひょうびょう)の響灘　望みてたてる学舎に　若き生命(いのち)ぞ　溢(あふ)るなれ　背に石峯(いしみね)の緑濃く　生気漲(みなぎ)るここ礫陵　若高 若高 わが母校
二、
高鳴る調べ青春の　歴史を彩る幾星霜　思いをひそめ想を練り　愛と自由に花と咲く　理想の人となりぬべし　心豊けきここ礫陵　若高 若高 わが母校
三、
信ずることの篤ければ　自主独往の意気高し　嵐もなにか胸張りて　久遠の光求めつつ　炬火をかかげて進まなん　若人集うここ礫陵　若高 若高 わが母校
同窓会
「礫陵会」と称している。

## 沿革
若松高等女学校
- 1912年（明治45年）
  - 4月6日 - 若松町立若松実科高等女学校の設立が認可。
  - 5月28日 - 「若松町立若松実科高等女学校」が開校。（創立年）
- 1917年（大正6年）3月25日 - 改編により、「若松市立若松高等女学校」に改称。
- 1918年（大正7年）3月28日 - 「若松市立若松中学校」の設立が認可。
- 1924年（大正13年）4月1日 - 県立移管により、「福岡県立若松高等女学校」に改称。
- 1925年（大正14年）4月1日 - 「福岡県立若松中学校」に改称。
- 1925年（大正14年）4月1日 - 「福岡県若松高等女学校」に改称。
- 1931年（昭和6年）10月26日 - 同窓会館が完成。
- 1936年（昭和11年）4月1日 - 補習科を設置。
- 1939年（昭和14年）2月23日 - 若松市大字修多羅姥ヶ坂に新校舎が完成し若松高等女学校が移転。
- 1943年（昭和18年）4月1日 - 福岡県立若松中学校に洞海中学校に併置。
- 1948年（昭和23年）
  - 4月1日 - 学制改革により、「福岡県立若松女子高等学校」と改称。
  - 7月20日 - 定時制若松高等学校を併置。同時に島郷分校（定時制）を設置。
  - 10月1日 - 臨時教員養成所を設置。

若松中学校（旧制）・若松高等学校（男子校）
- 1918年（大正7年）
  - 3月27日 - 若松市立若松中学校の設立が認可。
  - 4月15日 - 若松高等小学校[注 1]の一部を仮校舎として授業を開始。
- 1919年（大正8年）3月31日 - 若松市大字小石に新校舎が完成し、移転。
- 1920年（大正9年）4月1日 - 県立移管により、「福岡県立若松中学校」に改称。
- 1925年（大正14年）4月1日 - 「福岡県若松中学校」に改称。
- 1943年（昭和18年）4月1日 - 夜間課程の洞海中学校を併置。
- 1948年（昭和23年）4月1日 - 学制改革により、福岡県立若松高等学校（男子校）に改称。洞海中学校を高校の夜間課程とする。
- 1949年（昭和24年）4月 - 商業科を併設。

若松高等学校（男女共学）
- 1949年（昭和24年）5月1日 - 若松高等学校と若松女子高等学校が統合し、「福岡県立若松高等学校」（男女共学）となる。
- 1958年（昭和33年）4月1日 - 島郷分校の募集を停止。
- 1960年（昭和35年）4月1日 - 全日制商業科が分離し、福岡県立若松商業高等学校として独立。（定時制商業科は存続。）
- 1961年（昭和36年）
  - 3月1日 - 島郷分校（定時制）が自然解消。
  - 8月18日 - 南校舎を若松市立第二中学校（後の北九州市立星陵中学校[注 2]）に譲渡。
- 1963年（昭和38年）1月24日 - 本館及び図書館焼失。
- 1965年（昭和40年）6月10日 - 創立50周年記念式典及び校舎全面改築落成により記念式典挙行。
- 1968年（昭和43年）4月27日 - 図書館が完成。
- 1971年（昭和46年）7月8日 - プールが完成。
- 1972年（昭和47年）3月27日 - 食堂と売店が完成。
- 1975年（昭和50年）10月18日 - 創立60周年記念式典挙行。
- 1984年（昭和59年）3月31日 - 定時制商業科を廃止。
- 1985年（昭和60年）
  - 3月25日 - 特別教室（美術・書道）が完成。
  - 8月28日 - 礫陵会館を県に移管。
  - 10月26日 - 創立70周年記念庭園（赤岩・黒岩）が完成。
- 1988年（昭和63年）
  - 4月1日 - 英語クラスを設置。
  - 12月20日 - LL教室完成。
- 1991年（平成3年）
  - 1月13日 - 若高坂工事完成。
  - 3月27日 - 弓道場が完成。
- 1992年（平成4年）6月20日 - 文化祭を「若高祭」と改称し、実施。
- 1993年（平成5年）- 夏休み中に、オーストリアでのホームステイを開始。
- 1994年（平成6年）12月2日 - 初めての海外修学旅行（中華人民共和国）を実施。
- 1996年（平成8年）12月12日 - 海外修学旅行の目的地をニュージーランドに変更。
- 1998年（平成10年）2月25日 - WAIRARAPA COLLEGE（英語版）（ワイラパパカレッジ、ニュージーランド マスタートン（英語版））との姉妹校提携。
- 2000年（平成12年）3月18日 - 礫陵園が贈呈される。
- 2001年（平成13年）1月16日 - 海外修学旅行を国内スキー修学旅行に変更。
- 2002年（平成14年）
  - 8月24日 - 旧星陵中学校[注 2]跡地にグラウンドが完成。
  - 9月19日 - ワイララパパカレッジよりホームステイ受入。
  - 10月19日 - 創立90周年記念式典挙行。
- 2012年（平成24年）
  - 7月4日 - 校訓碑完成。
  - 11月3日 - 創立百周年記念式典挙行。
- 2022年（令和4年）
  - 11月12日 - 創立110周年記念式典挙行。

## 学校行事
3学期制
1学期
- 6月 - 若高祭（文化祭）

2学期
- 9月 - 体育大会

3学期
- 1月 - 修学旅行

## 部活動
運動部
- 野球部
- サッカー部
- バスケットボール部
- バレーボール部
- 剣道部
- 柔道部
- テニス部
- 弓道部
- 陸上部
- 登山部

文化部
- 音楽部
- 放送部
- 吹奏楽部
- 文芸部
- インターアクト部
- 美術部
- 書道部
- 茶道部
- 五平太ばやし同好会[注 3]
- eスポーツ同好会

## 著名な出身者
- 片山博（野球選手）
- 天本英世（俳優）
- 横内正（俳優）
- 寺田千恵（競艇選手）
- 吉冨学  (一蘭 代表取締役社長)

## アクセス
最寄りの鉄道駅
- JR九州 筑豊本線（若松線）「若松駅」

最寄りのバス停
- 北九州市営バス 「若松高校前」バス停

若松高校は最寄りの駅(若松駅)と離れているためバスの利用者が大変多い。

## 周辺
- 北九州市立深町小学校
- 北九州市立小石小学校